# Arvidsson
Arvidsson ist ein schwedischer Familienname.

## Herkunft und Bedeutung
Der Name Arvidsson ist das Patronym des männlichen Vornamens Arvid, so dass er die Bedeutung „Sohn des Arvid“ hat.

## Namensträger
- Arne Arvidsson (1929–2008), schwedischer Fußballspieler
- Erik Arvidsson (* 1996), US-amerikanischer Skirennläufer
- Fabian Arvidsson (* 1986), schwedischer Unihockeytrainer
- Gösta Arvidsson (1925–2012), schwedischer Kugelstoßer
- Isak Arvidsson (* 1992), schwedischer Tennisspieler
- Jesper Arvidsson (* 1985), schwedischer Fußballspieler
- Magnus Arvidsson (* 1973), schwedischer Fußballspieler
- Magnus Arvidsson (Leichtathlet) (* 1983), schwedischer Speerwerfer
- Malin Arvidsson (* 1978), schwedische Schauspielerin und Tänzerin
- Margareta Arvidsson (* 1947), schwedisches Model
- Pär Arvidsson (* 1960), schwedischer Schwimmer
- Per-Olof Arvidsson (1864–1947), schwedischer Sportschütze
- Sofia Arvidsson (* 1984), schwedische Tennisspielerin
- Tomas Arvidsson (* 1941), schwedischer Kriminalschriftsteller
- Torbjörn Arvidsson (* 1968), schwedischer Fußballspieler
- Viktor Arvidsson (* 1993), schwedischer Eishockeyspieler